# MGM Records
MGM Records là một hãng thu âm được hãng phim Metro-Goldwyn-Mayer thành lập vào năm 1946 với mục đích phát hành các bản ghi âm nhạc (album LP được bổ sung sau này) của các bộ phim âm nhạc của họ. Nó chuyển sang một nhãn hiệu nhạc pop tiếp tục vào những năm 1970. Công ty cũng đã phát hành các album nhạc phim cho một số bộ phim phi âm nhạc của họ, và trong những dịp hiếm hoi, các album của các vở nhạc kịch ngoài sân khấu như The Fantasticks và The Threepenny Opera hồi sinh năm 1954. Trong một trường hợp, nó đã phát hành album nhạc phim rất thành công của một bộ phim được thực hiện bởi một studio khác, Born Free (1966) của Columbia Pictures.

## Bối cảnh
Ngoài ra còn có một bản thu âm ngắn của Metro-Goldwyn-Mayer năm 1928, sản xuất các bản ghi âm nhạc đặc trưng trong phim MGM, không được bán cho công chúng nhưng được sản xuất để phát trong các rạp chiếu phim. Các bản ghi Metro-Goldwyn-Mayer này được Columbia Records sản xuất theo hợp đồng với hãng phim..